# Hexatoma plecioides
Hexatoma plecioides är en tvåvingeart som först beskrevs av Walker 1856.  Hexatoma plecioides ingår i släktet Hexatoma och familjen småharkrankar.
Artens utbredningsområde är Singapore. Inga underarter finns listade i Catalogue of Life.